# 127 Dywizja Strzelecka (ZSRR)
127 Dywizja Strzelecka (ros. 127-я стрелковая дивизия) – związek taktyczny (dywizja) Armii Czerwonej.

## Formowanie i walki
Sformowana w 1940, w Ukraińskiej SRR. Bazowała się w obwodzie Charkowskim. Po niemieckiej agresji na Związek Radziecki mającej miejsce 22 czerwca 1941 roku, została przesunięta w kierunku Smoleńska, gdzie walczyła na pierwszej linii frontu. Rozkazem Ludowego Komisarza Obrony №308 dywizja za zasługi w działaniach obronnych szczególnie w bitwie pod Smoleńskiem otrzymała miano „gwardyjskiej”, jako 2 Gwardyjska Dywizja Strzelecka.